# Linha 120 (Adif)
A linha Medina del Campo-Vilar Formoso, também conhecida como linha Medina del Campo-Fuentes de Oñoro ou linha 120, de acordo com a catalogação da Adif, é uma linha ferroviária de 202 km que pertence à rede ferroviária espanhola. É uma linha de bitola ibérica (1668 mm), numa única via e parcialmente electrificada, entre Medina del Campo e Salamanca. A rota comunica Medina del Campo com a cidade fronteiriça portuguesa de Vilar Formoso, passando por Salamanca e Cidade Rodrigo.
Tratava-se na origem de duas linhas de caminho de ferro independentes, Medina del Campo-Salamanca e Salamanca-Vilar Formoso, inauguradas em 1877 e 1886, respetivamente. Posteriormente ambas as rotas seriam intervencionadas pelo Estado e ficariam sob a mesma gestão, ficando inicialmente nas mãos da Compañía Nacional de los Ferrocarriles del Oeste e, mais tarde, da RENFE. Atualmente, é uma das três linhas ferroviárias que ligam Espanha e Portugal, embora não tenha serviço de passageiros desde 2020.

## História

### Construção
A construção da linha ferroviária entre Medina del Campo e Salamanca correspondeu à Compañía del Ferrocarril de Medina del Campo a Salamanca (MCS). Um dos seus mais ardentes defensores foi o político e intelectual de Salamanca Tomás Rodríguez Pinilla. O caminho de ferro foi concedido em 1864, embora as obras fossem consideravelmente atrasadas devido à crise económica de 1866. O troço Medina del Campo-Cantalapiedra foi concluído em 1875, enquanto os troços Cantalapiedra-El Pedroso de la Armuña e El Pedroso de la Armuña-Salamanca seriam concluídos em 1877. Nesse mesmo ano, toda a linha ferroviária entraria em serviço.
Um pouco mais tarde, a linha ferroviária entre Salamanca e Vilar Formoso foi construída pela Compañía del Ferrocarril de Salamanca a la Frontera Portuguesa (SFP), empresa espanhola com subsídio do governo espanhol, mas que tinha sido fundada principalmente com capitais portugueses, uma vez que eram os principais interessados em ligar o Porto à Europa, pois a rede ferroviária espanhola estava a crescer de costas a Portugal. Foi concedida em 1881 e inaugurada a 6 de Junho de 1886, embora já tivesse sido aberta ao tráfego pouco antes. A 9 de Dezembro de 1887 entraria em serviço um ramal a partir de La Fuente de San Esteban, que também atingiu a fronteira portuguesa, em Barca d'Alva, onde se ligava à linha do Douro que levava ao Porto.

## Estações
- Medina del Campo
- Campillo
- Carpio del Campo
- Fresno el Viejo
- Cantalapiedra
- El Pedroso de la Armuña
- Pitiegua
- Gomecello
- Moriscos
- Salamanca
- Salamanca-La Alamedilla
- Chamberí
- Barbadillo y Calzada
- Robliza
- Aldehuela de la Bóveda
- Muñoz
- La Fuente de San Esteban-Boadilla
- Martín de Yeltes
- Ciudad Rodrigo
- Carpio de Azaba
- Espeja
- Fuentes de Oñoro
- Vilar Formoso

## Vér também
- Linha internacional de Barca d'Alva-La Fregeneda a La Fuente de San Esteban